# Roberto de Groot
Roberto de Groot (Aruba, 2 oktober 1965) is een Nederlands zanger, danser, acteur en stemacteur.

## Biografie
De Groot ambieerde een carrière buiten de theaterwereld. Zingen was zijn liefhebberij en door toedoen van een toenmalige collega is hij gaan zingen bij een popkoor, waarna hij besloot er meer mee te gaan doen. Hij werd achtergrondzanger bij verschillende artiesten en was in die hoedanigheid te zien in verschillende televisieprogramma's. Tevens was hij entertaining waiter in het Lido te Amsterdam. Zijn theatercarrière begon in 1992 als leadzanger in de derde Jeans-productie The Beat goes on en hij was later in meer Jeans-producties te zien.
In 1998 sloot hij zich aan bij Theatergezelschap Opus One en speelde hij de hoofdrol in de reprise van Ollie B. Bommel en Tom Poes in de Trullenhoedster. Hij volgde acteerworkshops van Joe Weston en Lucas Borkel en zanglessen van Jimmy Hutchinson. Tot en met 2004 was De Groot in vele Opus One-producties te zien. Naast de voorstellingen was hij zangdocent voor kinderen die meedoen aan het "LEF-Project" en hij werkte samen met Frans Schraven en Marjolein Teepen mee aan de productie van Belle & Het Beest op de Internationale School in Curaçao. Naast het theater is De Groot te zien in televisieseries en tv-reclame en werkt hij ook als stemacteur. Van 29 november 2007 t/m 18 januari 2009 speelde hij de voormalige Argentijnse president Juan Perón in de musical Evita. Na diverse alternate/understudy-rollen vertolkte De Groot in 2012 de hoofdrol van Ollie B. Bommel in de familiemusical De Nieuwe IJstijd.

## Theater
- 1992 Jeans 3 - The Beat goes on
- 1993 Jeans 4 - Music in Motion
- 1994 Jeans 5 - The Party
- 1995 Jeans 6 - on the Air  (in samenwerking met het Orkest van de Kon. Luchtmacht)
- 1996/1997 Cats (Antwerpen) - Ensemble, understudy van de rollen Ruk Stuk Rukker en Snorrescha
- 1997/1998 Miss Saigon - ensemble
- 1998 Ollie B. Bommel en Tom Poes in de Trullenhoedster -  in de reprise Ollie B. Bommel
- 1999 De Griezelbus - Onnoval (invalkracht)
- 1999 De Klokkenluider van de Notre Dame - o.a. Phoebus
- 2000 Een Midzomernachtsdroom - Oberon en Theseus
- 2002 Jungle Book (zomertoer) - Shere Khan, Buldeo, kind van Hathi
- 2002 Lekker Zingen - Theaterconcert ook met Marjolein Teepen
- 2002 Tijl Uilenspiegel - Lamme Goedzak, Klaas en Ensemble
- 2003 Buster en Benjamin - Meneer Van Griephoven
- 2004 Jungle Book (reprise) - Shere Khan, Buldeo, kind van Hathi
- 2004 Alice in Wonderland - Kamerikse Kat, Rups, Griffioen, Hartenkoning, Witte Ridder e
- 2005 Pietje Bell de Musical - Paul Velinga, Ensemble en understudy vader Bell
- 2006 Cats (Nederland) - Snorrescha
- 2007/2009 Evita - Juan Perón
- 2009 Sonneveld voor altijd - solist
- 2009/2010 Oliver! (Vlaanderen) - Ensemble, 1e understudy Bill Sykes
- 2010/2011 La Cage Aux Folles - alternate Albin en George (niet op geweest)
- 2011 Zorro - Ensemble, understudy verteller en Ramon
- 2012 De nieuwe IJstijd - Ollie B. Bommel
- 2012/2013 De Kleine Zeemeermin - Koning Triton
- 2013 The Jerusalem Passion - solist
- 2013 Sinterklaas en de Malle Mijter - Beheerder
- 2013/2014 Jungle Book (vernieuwde versie) - Bagheerah, Buldeo
- 2014/2015 Billy Elliot - ensemble, understudy Vader
- 2017 Sweeney Todd - Rechter Turpin
- 2018 Don Q van het Nationaal Ballet - Don Quichot
- 2018 Elisabeth in Concert - Graaf Grünne
- 2018 Avond van de Kleinkunst - solist
- 2018 Uit liefde en respect een hommage aan Robert Long - solist
- 2018 Color Purple - Mister (inval)
- 2018 Cinderella van Het Nationale Ballet - Koning Albert
- 2019 De dag dat ik Robert Long ontmoette - solist
- 2019 De Notenkraker van Het Nationale Ballet - Meneer Staalboom
- 2020 Annie - cover Oliver Warbucks
- 2021/2022 Aladdin - Jafar

## Televisie
- Onderweg naar Morgen (2006) - Hans Rademakers
- 't Schaep met de 5 pooten (2007) - gastrol
- Diverse tv-reclamespotjes voor onder andere Bouwfonds, Bellissima, Edah en Postkrediet
- Televisieserie (Vlaams) Kosmoo - rol van Boef Erik (seizoen 3, 2018 aflevering Een zorgeloze vakantie)
- Goede tijden, slechte tijden (2021) - advocaat van Valentijn Sanders

## Nasynchronisatie en overig
- Tekenfilmserie Yu-Gi-Oh (2003) - stemacteur voor rol van Maximillion Pegasus
- Educatieve kinderserie Bruine Beer in het Blauwe Huis (2000-2004), KRO's kindertijd (later Zappelin) - stemacteur Beer (ook op dvd verkrijgbaar)
- Animatieserie Roary the Racing Car (2008) Nickelodeon - stemacteur Grote Chris
- Film Elias en het koninklijk avontuur (2007)
- Musical Man van La Mancha (2008) - stemacteur Kapitein van de Inquisitie
- Televisieserie van Disney XD Pair of Kings (2011) - stemacteur Mason
- Televisieserie Kenny Knuffelmonster - stemacteur Papa Knuffelmonster
- Televisieserie Furchester Hotel - stemacteur Colonel Mustard (Theemonster)
- Film Storks - stemacteur Jasper
- Musical The Bridges of Madison Country - Productieleider
- Televisieserie Noddy - stemacteur o.a. Carlton en koninklijke wacher
- Televisieserie Inui - stemacteur Brombeer
- Televisiefilm Toy Story of Terror! - stemacteur Transitron en agent Phillips in 2013
- Televisiefilm Toy Story That Time Forgot - stemacteur Reptillus Maximus in 2014
- Animatieserie Ultimate Spider-Man - stemacteur Thor en Thor (SHSS) in 2012 tot 2017
- Animatieserie Avengers Assemble - stemacteur Thor) en Thor (oud) in 2013 tot 2019
- Animatieserie Hulk and the Agents of S.M.A.S.H. - stemacteur Thor en Thor (jong) in 2013 tot 2015
- Animatieserie Phineas and Ferb: Mission Marvel - stemacteur Thor in 2013
- Televisiefilm Lego Marvel Super Heroes: Maximum Overload - stemacteur Thor in 2013
- Evenement Disney On Ice Magical Ice Festival - Gaston 2013
- Videospellen van Disney Infinity - stemacteur Thor in 2014 tot 2015
- Animatieserie Guardians of the Galaxy - stemacteur Thor in 2015 tot 2019
- Televisiefilm Lego Marvel Super Heroes: Avengers Reassembled - stemacteur Thor in 2015
- Televisieserie Supa Strikas - stemacteur Big Bo 2016
- Televisieserie Inui - stemacteur Brombeer 2017
- Televisieserie New Looney Tunes - stemacteur Cal Zone 2018
- Film Pieter Konijn - stemacteur Mr. Tod (Vos) 2018,2020
- Televisieserie Agent Binky - stemacteur Loo 2019-2020
- Televisieserie Cookie Monsters Eetkar - stemacteur Gonger 2019
- Televisieserie The Lion Guard - stemacteur Askari 2019
- Televisieserie T.O.T.S. - stemacteur vader Schaap aflevering 14 2019
- Film Dolittle - stemacteur Barry (Tijger) 2020
- Animatieserie What If...? - stemacteur Thor 2021
- Korte film Once Upon a Studio - Maui 2023

## Prijzen
- In 2003 won De Groot de John Kraaijkamp Musical Award in de categorie Beste Mannelijke Bijrol voor zijn rol in Tijl Uilenspiegel.
- In 2007 was hij genomineerd voor deze prijs in de categorie Beste Mannelijke Bijrol in een Grote Musical voor zijn rol in Cats.
- In 2022 won De Groot de John Kraaijkamp Musical Award in de categorie Beste Mannelijke Bijrol in een Grote musical voor zijn rol als Jafar in "Aladdin"